# 武衛娘
武衛娘（ぶえいのむすめ、生没年不詳）は、室町幕府11代将軍・足利義澄の継室。斯波義寛または六角高頼の娘とされる。名前は不明。

## 生涯
名前や出自は不明とされている。父親に関しては諸説あり、斯波義寛または六角高頼の娘とされる。父とされる斯波氏が武衛家と呼ばれていたことや六角氏が武衛と呼ばれることに相応しい官職であったことから、武衛娘と呼ばれている。これについて木下聡は「恒久的に『武衛』と呼ばれる（兵衛の官を持っていなくとも）のは斯波氏のみである。（略）六角氏が『武衛』のみで呼ばれることは室町戦国期を通じて無い。そう呼ばれる根拠となる官途も一次史料からは確認できない。氏（『系譜伝承論』の著者である佐々木哲）は武衛をすべて斯波氏と考える必要はないとしているが、系図でのみ記される官途をもとに一次史料に反映させることは危ういことであり、その六角氏の系図の記述も、当時の官途秩序、武家社会のあり方、六角氏を記す一次史料からすれば全くあり得ないものである」と断じている。
1505年（永正2年）に室町幕府11代将軍・足利義澄と正室の日野阿子が離縁し、武衛娘は継室として義澄に嫁いだ。